# چارلز آوری
چارلز آوری (انگلیسی: Charles Avery؛ ‏زاده ۲۸ مه ۱۸۷۳ - درگذشت ۲۳ ژوئیه ۱۹۲۶) بازیگر، فیلم‌نامه‌نویس، و کارگردان اهل ایالات متحده آمریکا بود. وی بین سال‌های ۱۸۹۷ تا ۱۹۲۶ میلادی فعالیت می‌کرد.

## فیلمشناسی
بازیگر
- میان آتش و عشق (۱۹۱۴)
- قهرمان جدید میبل (۱۹۱۳)
- مصون در زندان (۱۹۱۳)
- خودرویی برای یک عروس (۱۹۱۳)
- چاقالو پلیس می‌شود (۱۹۱۳)
- یک عروسی کوچک بی‌سروصدا (۱۹۱۳)
- روز تعطیلی چاقالو (۱۹۱۳)
- نور نمایانگر (۱۹۱۳)
- پیت هیز (۱۹۱۳)
- همهمه‌ای از ژرفنا (۱۹۱۳)
- شغل پرماجرای میبل (۱۹۱۳)
- میراث هافمایر (۱۹۱۲)
- رام کردن زن سرکش (۱۹۰۸)
- رستاخیز (۱۹۰۹)

کارگردان
- یک دزد دریایی زیرآبی (۱۹۱۵)
- آشفتگی عشقی هوگان (۱۹۱۵)
- رام و کاغذ دیواری (۱۹۱۵)
- تظاهر اجتماعی آنها (۱۹۱۵)